# FC Bayern München in het seizoen 2003/04
Dit artikel beschrijft de prestaties van de Duitse voetbalclub FC Bayern München in het seizoen 2003/04.

## Spelerskern
| Nr.           | Naam                   | Nationaliteit         | Geboortedatum | Vorige club         |
| ------------- | ---------------------- | --------------------- | ------------- | ------------------- |
| Keepers       |                        |                       |               |                     |
| 1             | Oliver Kahn            | Duitsland             | 15-06-1969    | Karlsruher SC       |
| 22            | Michael Rensing        | Duitsland             | 14-05-1984    | /                   |
| 36            | Jan Schlösser          | Duitsland             | 27-09-1982    | /                   |
| Verdedigers   |                        |                       |               |                     |
| 2             | Willy Sagnol           | Frankrijk             | 18-03-1977    | AS Monaco           |
| 3             | Bixente Lizarazu       | Frankrijk             | 09-12-1969    | Athletic Bilbao     |
| 4             | Samuel Kuffour         | Ghana                 | 03-09-1976    | 1. FC Nürnberg      |
| 5             | Robert Kovač           | Kroatië               | 06-04-1974    | Bayer Leverkusen    |
| 6             | Martín Demichelis      | Argentinië / Italië   | 20-12-1980    | River Plate         |
| 25            | Thomas Linke           | Duitsland             | 26-12-1969    | FC Schalke 04       |
| 30            | Christian Lell         | Duitsland             | 29-08-1984    | /                   |
| Middenvelders |                        |                       |               |                     |
| 7             | Mehmet Scholl          | Duitsland             | 16-10-1970    | Karlsruher SC       |
| 11            | Zé Roberto             | Brazilië              | 06-07-1974    | Bayer Leverkusen    |
| 13            | Michael Ballack        | Duitsland             | 26-09-1976    | Bayer Leverkusen    |
| 15            | Tobias Rau             | Duitsland             | 31-12-1981    | VfL Wolfsburg       |
| 16            | Jens Jeremies          | Duitsland             | 05-03-1974    | TSV 1860 München    |
| 20            | Hasan Salihamidžić     | Bosnië en Herzegovina | 01-01-1977    | Hamburger SV        |
| 23            | Owen Hargreaves        | Engeland / Canada     | 20-01-1981    | /                   |
| 26            | Sebastian Deisler      | Duitsland             | 05-01-1980    | Hertha BSC          |
| 31            | Bastian Schweinsteiger | Duitsland             | 01-08-1984    | /                   |
| 32            | Markus Feulner         | Duitsland             | 12-02-1982    | /                   |
| 34            | Piotr Trochowski       | Duitsland             | 22-03-1984    | /                   |
| 35            | Zvjezdan Misimović     | Bosnië en Herzegovina | 05-06-1982    | /                   |
| Aanvallers    |                        |                       |               |                     |
| 10            | Roy Makaay             | Nederland             | 09-03-1975    | Deportivo La Coruña |
| 14            | Claudio Pizarro        | Peru / Italië         | 03-10-1978    | Werder Bremen       |
| 21            | Alexander Zickler      | Duitsland             | 28-02-1974    | Dynamo Dresden      |
| 24            | Roque Santa Cruz       | Paraguay / Spanje     | 16-08-1981    | Club Olimpia        |
| 33            | José Paolo Guerrero    | Peru                  | 01-01-1984    | /                   |

- = Aanvoerder
- Thorsten Fink belandde in 2003 in de B-kern.

### Technische staf
|                 |                               |               |
| Functie         | Naam                          | Nationaliteit |
| Coach           | Ottmar Hitzfeld (foto)        | Duitsland     |
| Assistent-coach | Michael Henke                 | Duitsland     |
| Keeperstrainer  | Sepp Maier                    | Duitsland     |
| Teamarts        | Hans-Wilhelm Müller-Wohlfahrt | Duitsland     |

## Resultaten
| Bundesliga   | DFB-Pokal   | Ligapokal    | Champions League |
| ------------ | ----------- | ------------ | ---------------- |
|              |             |              |                  |
| Vicekampioen | Kwartfinale | Halve finale | 1/8 finale       |

## Uitrustingen
Hoofdsponsor: Deutsche Telekom

Sportmerk: adidas
| Thuis | Uit | Alternatief |

## Transfers

### Zomer
| Naam              | Nationaliteit | Van/naar             | Type           |
| ----------------- | ------------- | -------------------- | -------------- |
| Inkomend          |               |                      |                |
| Roy Makaay        | Nederland     | Deportivo La Coruña  | Gekocht        |
| Martín Demichelis | Argentinië    | River Plate          | Gekocht        |
| Tobias Rau        | Duitsland     | VfL Wolfsburg        | Gekocht        |
| Uitgaand          |               |                      |                |
| Bernd Dreher      | Duitsland     |                      | Einde carrière |
| Giovane Élber     | Brazilië      | Olympique Lyon       | Verkocht       |
| Niko Kovač        | Kroatië       | Hertha BSC           | Verkocht       |
| Michael Tarnat    | Duitsland     | Manchester City      | Verkocht       |
| Stefan Wessels    | Duitsland     | 1. FC Köln           | Verkocht       |
| Florian Heller    | Duitsland     | SpVgg Greuther Fürth | Verkocht       |
| Philipp Lahm      | Duitsland     | VfB Stuttgart        | Huur           |

### Winter
| Naam           | Nationaliteit | Van/naar   | Type     |
| -------------- | ------------- | ---------- | -------- |
| Uitgaand       |               |            |          |
| Markus Feulner | Duitsland     | 1. FC Köln | Verkocht |

## Bundesliga

### Eindstand
|     | Club                     | Wed | W  | G  | V  | Saldo | +/− | Punten |
| --- | ------------------------ | --- | -- | -- | -- | ----- | --- | ------ |
| 1.  | SV Werder Bremen         | 34  | 22 | 8  | 4  | 79:38 | +41 | 74     |
| 2.  | FC Bayern München (K, B) | 34  | 20 | 8  | 6  | 70:39 | +31 | 68     |
| 3.  | Bayer 04 Leverkusen      | 34  | 19 | 8  | 7  | 73:39 | +34 | 65     |
| 4.  | VfB Stuttgart            | 34  | 18 | 10 | 6  | 52:24 | +28 | 64     |
| 5.  | VfL Bochum               | 34  | 15 | 11 | 8  | 57:39 | +18 | 56     |
| 6.  | Borussia Dortmund        | 34  | 16 | 7  | 11 | 59:48 | +11 | 55     |
| 7.  | FC Schalke 04            | 34  | 13 | 11 | 10 | 49:42 | +7  | 50     |
| 8.  | Hamburger SV             | 34  | 14 | 7  | 13 | 47:60 | −13 | 49     |
| 9.  | Hansa Rostock            | 34  | 12 | 8  | 14 | 55:54 | +1  | 44     |
| 10. | VfL Wolfsburg            | 34  | 13 | 3  | 18 | 56:61 | −5  | 42     |
| 11. | Borussia Mönchengladbach | 34  | 10 | 9  | 15 | 40:49 | −9  | 39     |
| 12. | Hertha BSC               | 34  | 9  | 12 | 13 | 42:59 | −17 | 39     |
| 13. | SC Freiburg (P)          | 34  | 10 | 8  | 16 | 42:67 | −25 | 38     |
| 14. | Hannover 96              | 34  | 9  | 10 | 15 | 49:63 | −14 | 37     |
| 15. | 1. FC Kaiserslautern *   | 34  | 11 | 6  | 17 | 39:62 | −23 | 36     |
| 16. | Eintracht Frankfurt (P)  | 34  | 9  | 5  | 20 | 36:53 | −17 | 32     |
| 17. | TSV 1860 München         | 34  | 8  | 8  | 18 | 32:55 | −23 | 32     |
| 18. | 1. FC Köln (P)           | 34  | 6  | 5  | 23 | 32:57 | −25 | 23     |

|                                                                                           | Landskampioen en gekwalificeerd voor de UEFA Champions League: SV Werder Bremen                                                                                      |
|                                                                                           | Gekwalificeerd voor de: FC Bayern München |
|                                                                                           | Gekwalificeerd voor de voorrondes van de Champions League: Bayer 04 Leverkusen                                                                                       |
|                                                                                           | Gekwalificeerd voor de UEFA Cup: VfB Stuttgart, VfL Bochum, Alemannia Aachen (als bekerfinalist omdat bekerwinnaar Bremen al voor de Champions League geplaatst was) |
|                                                                                           | Gekwalificeerd voor de Intertoto Cup: Borussia Dortmund, FC Schalke 04, Hamburger SV, VfL Wolfsburg (Hansa Rostock verzaakte aan deelname)                           |
|                                                                                           | Degradatie naar de 2. Bundesliga: 1. FC Köln, TSV 1860 München, Eintracht Frankfurt                                                                                  |
| *                                                                                         | 1. FC Kaiserslautern kreeg drie strafpunten |
| (K)                                                                                       | Titelverdediger |
| (B)                                                                                       | Bekerwinnaar |
| (P)                                                                                       | Promovendi |
| Gepromoveerd uit de 2. Bundesliga: 1. FC Nürnberg, DSC Arminia Bielefeld, 1. FSV Mainz 05 | |

## Afbeeldingen

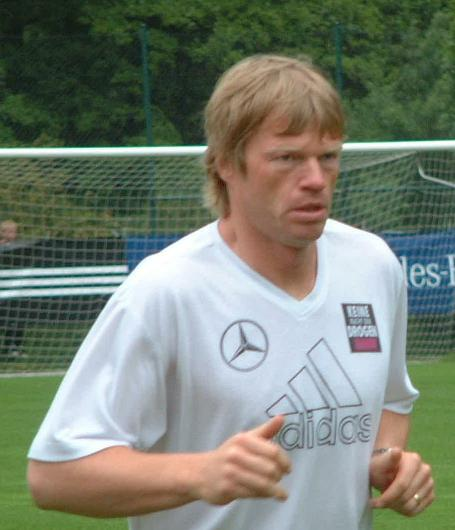
Oliver Kahn (doelman)
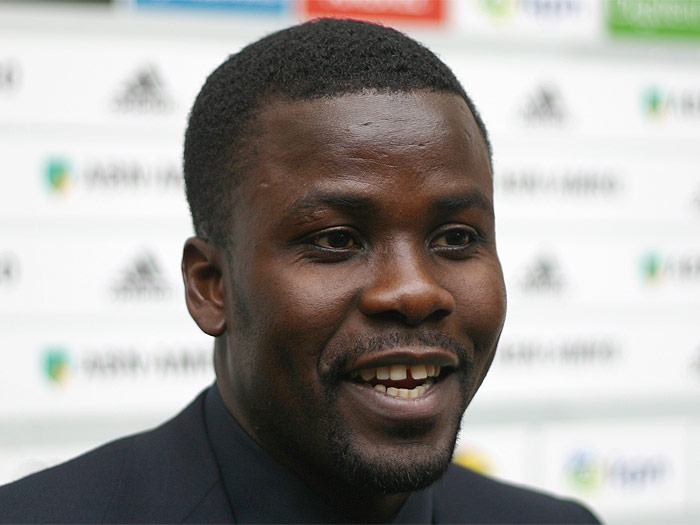
Samuel Kuffour (verdediger)
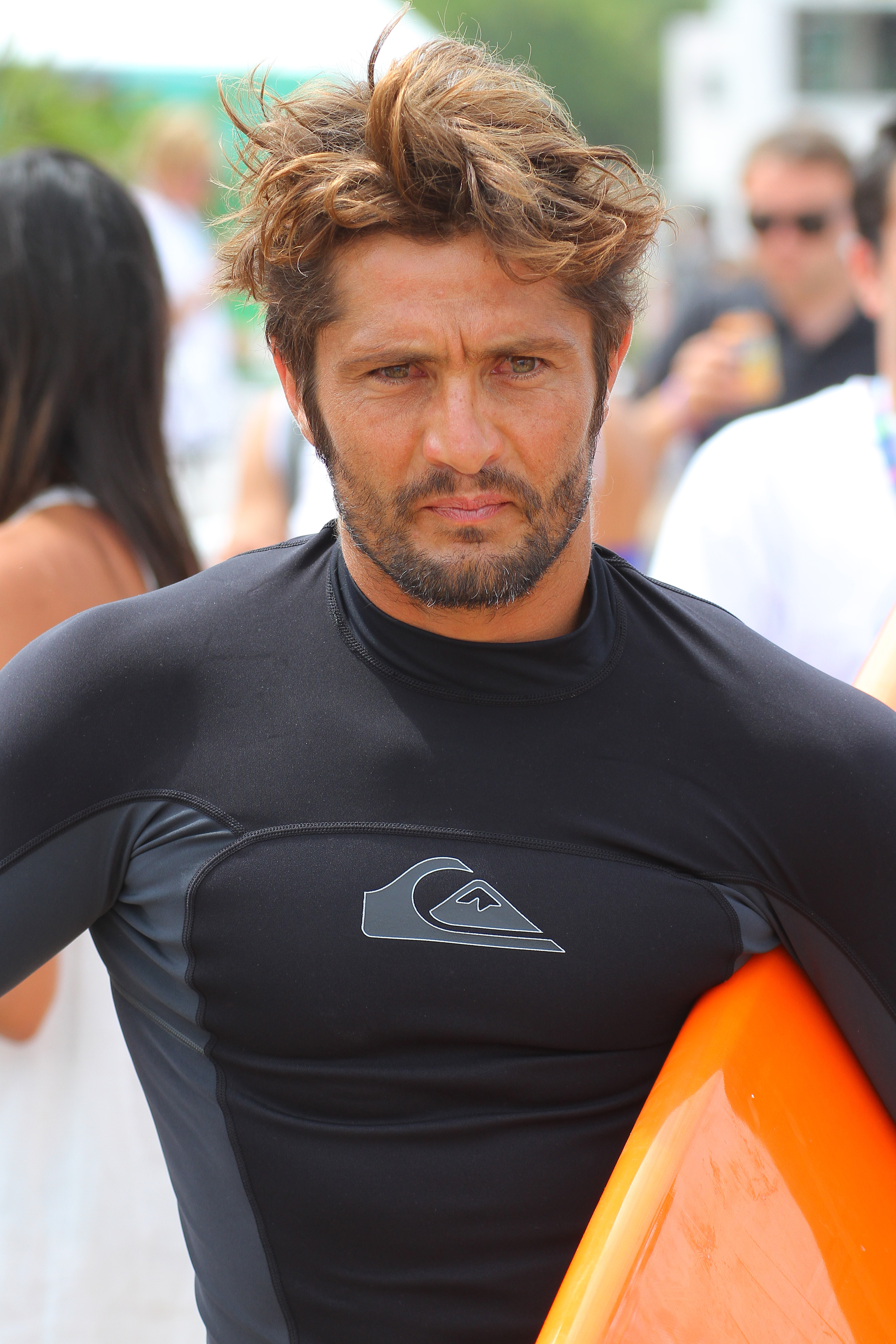
Bixente Lizarazu (verdediger)
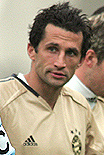
Hasan Salihamidžić (middenvelder)
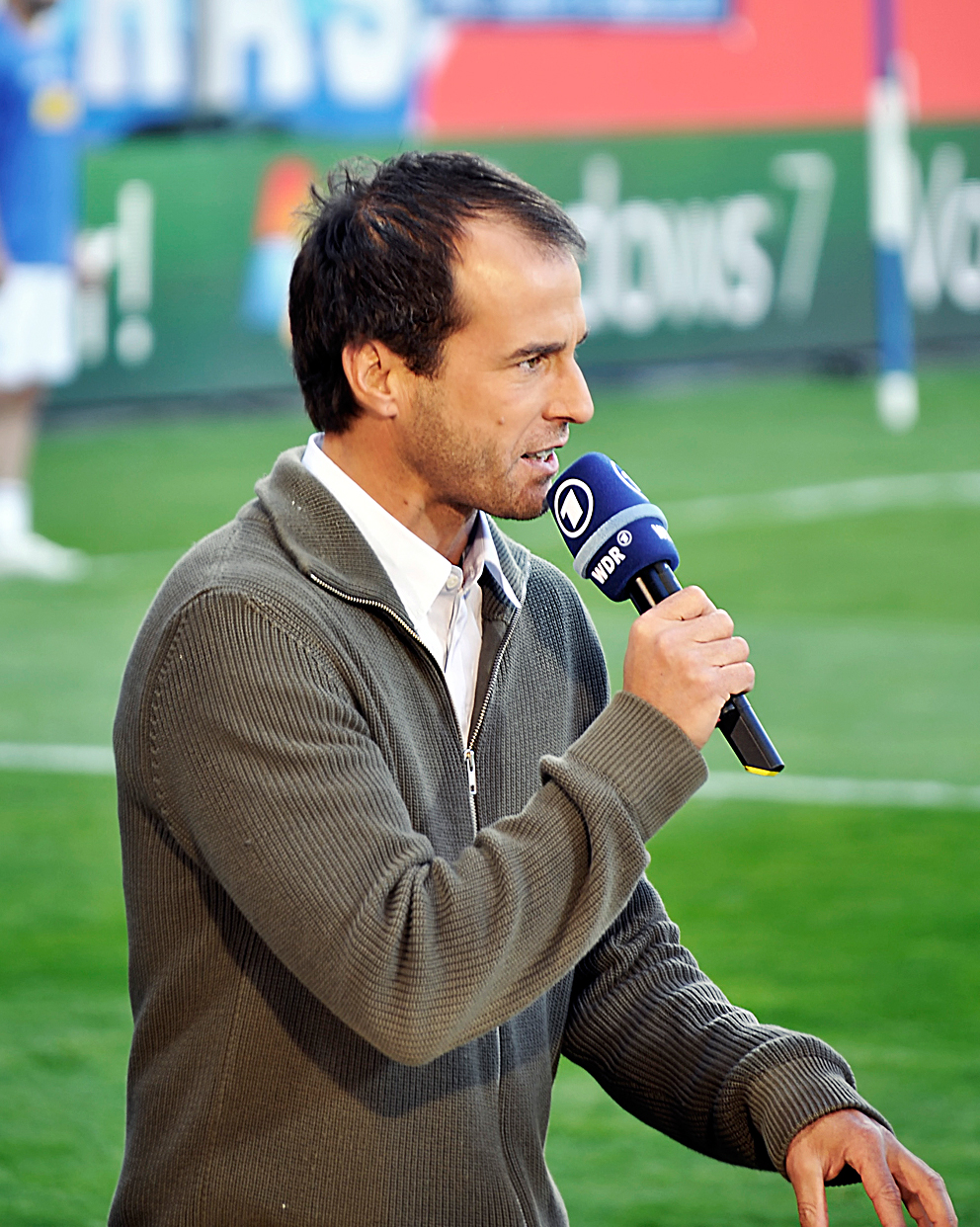
Mehmet Scholl (middenvelder)
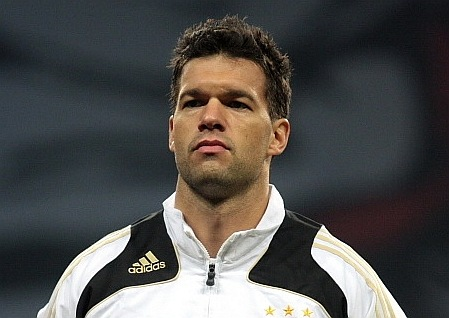
Michael Ballack (middenvelder)
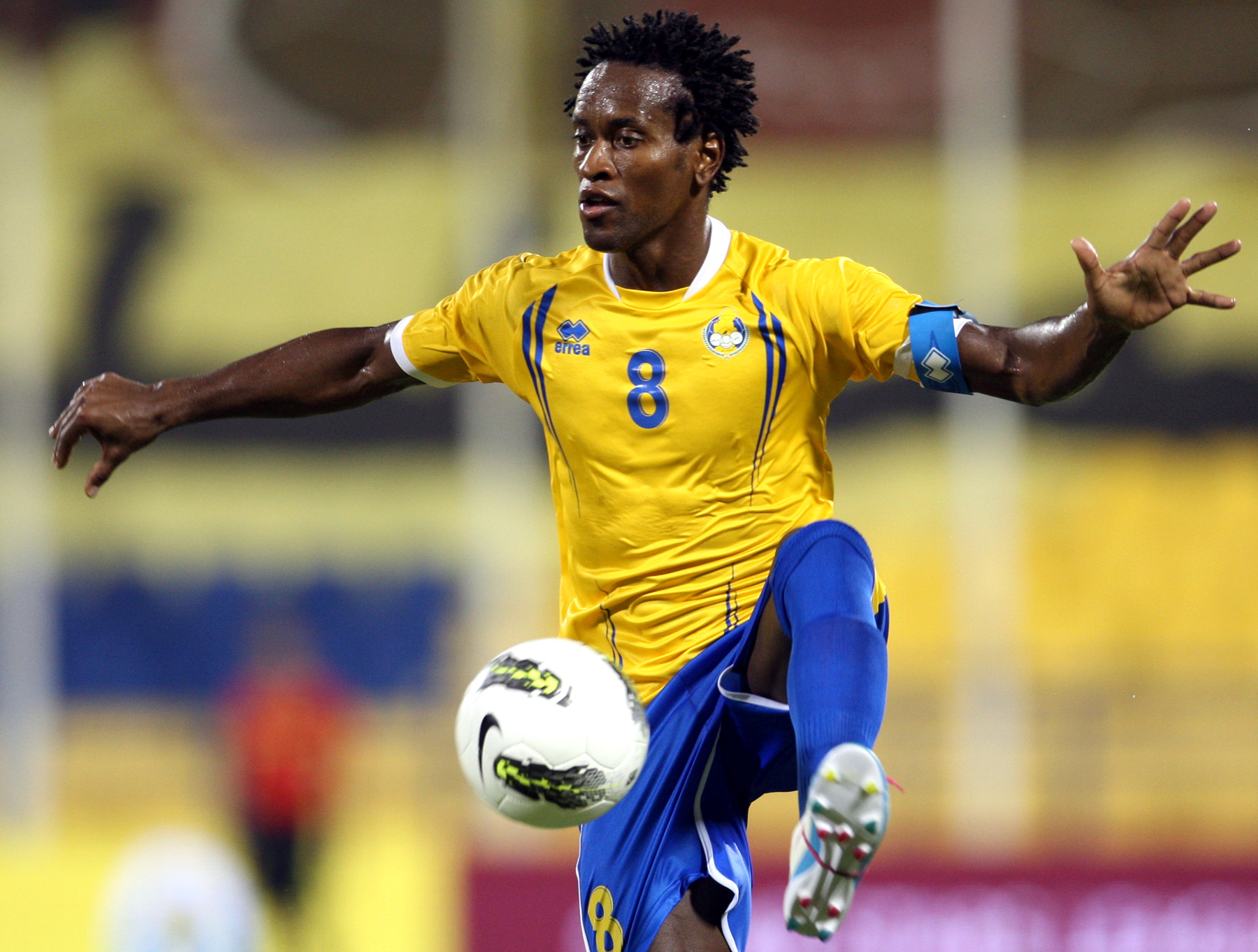
Zé Roberto (middenvelder)
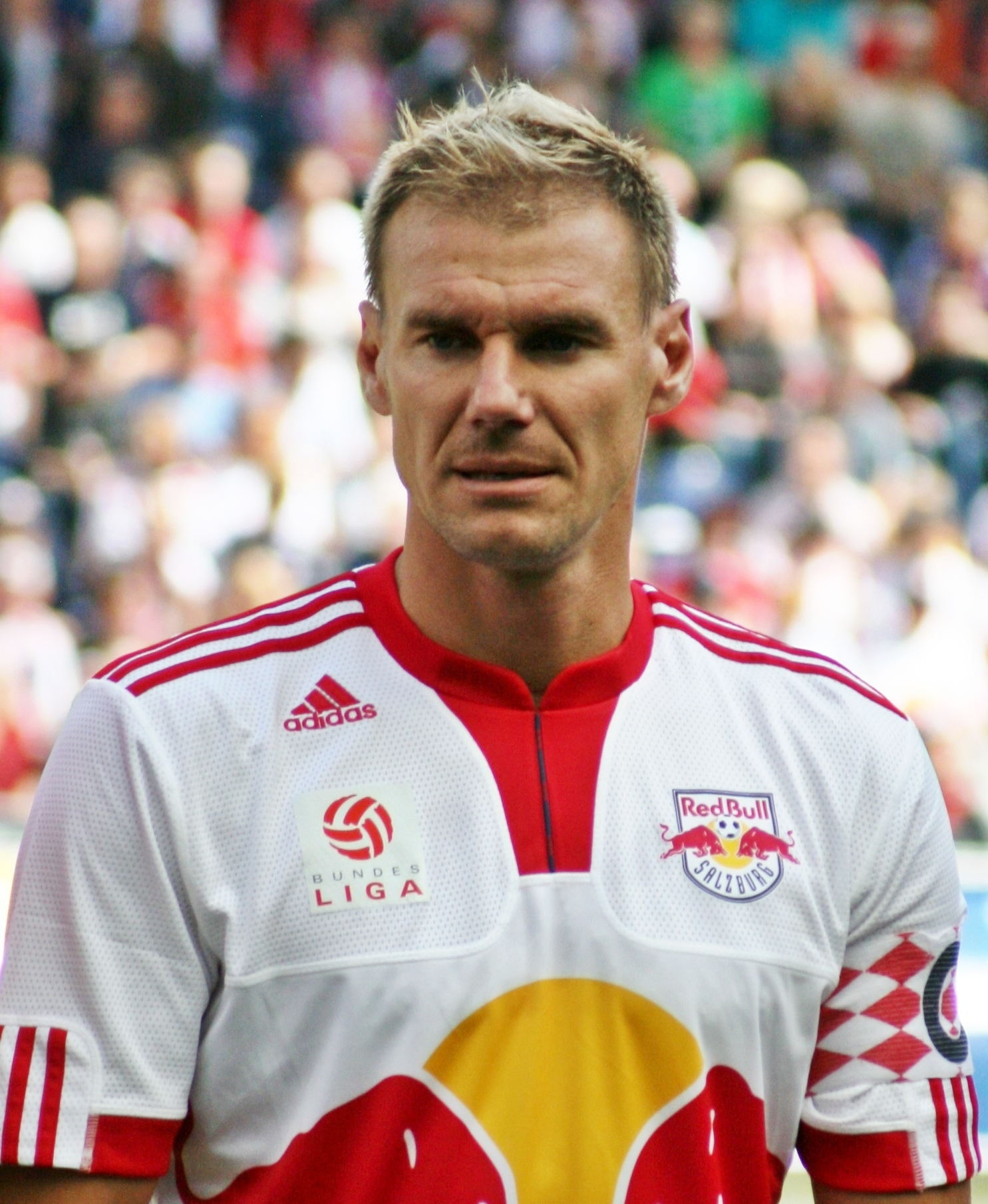
Alexander Zickler (aanvaller)
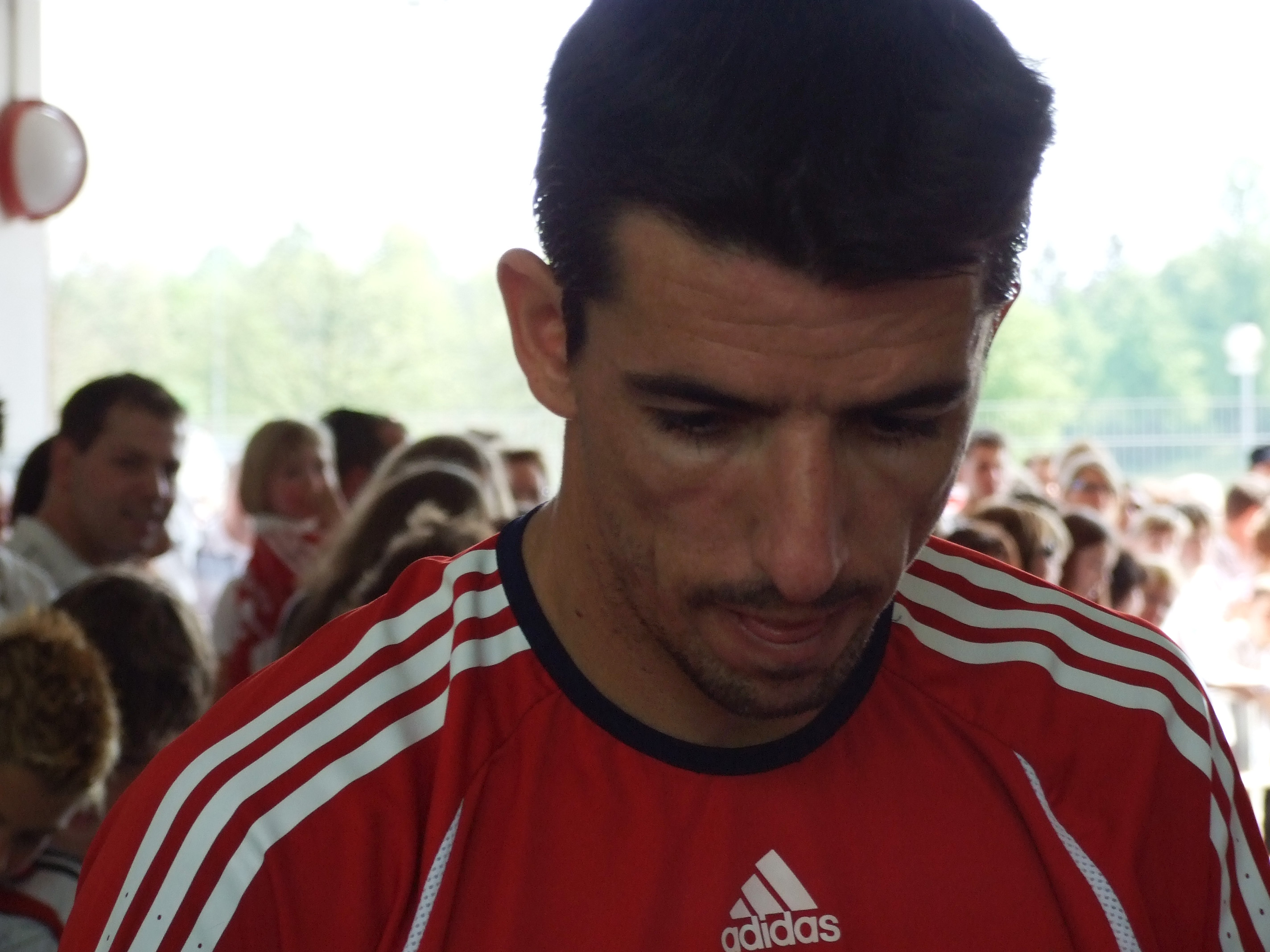
Roy Makaay (aanvaller)